# Daniel Rosenbaum
Daniel Rosenbaum (in ebraico דניאל רוזנבאום‎?; Los Altos Hills, 11 febbraio 1997) è un cestista statunitense con cittadinanza israeliana.